# Серменьо, Нехомар
Неомар Андрес Серменьо (исп. Nehomar Andrés Cermeño), род. 17 ноября 1979 года Барселона, Венесуэла) — венесуэльский боксёр-профессионал, выступающий во второй легчайшей весовой категории (англ. Super bantamweight). Участник олимпийских игр 2000 года. Временный чемпион мира по версии WBA (2009—2010, 2013, 2016—н. в.).

## Профессиональная карьера
В 2009 году дважды победил по очкам мексиканца, Кристиана Михареса, и завоевал титул временного чемпиона мира по версии WBA.
В 2010 году дважды уступил по очкам спорным решением в боях за титул полноценного чемпиона мира, панамцу, Ансельмо Морено.
В 2011 году проиграл по очкам раздельным решением, мексиканцу, Виктору Таррасасу в бою за титул чемпиона мира.
В 2012 году проиграл по очкам, россиянину, Александру Бахтину.